# Trichophoropsis nitens
Trichophoropsis nitens är en tvåvingeart som beskrevs av Townsend 1914. Trichophoropsis nitens ingår i släktet Trichophoropsis och familjen parasitflugor.
Artens utbredningsområde är Peru. Inga underarter finns listade i Catalogue of Life.